# Bartolomeo Brutti
Bartolomeo Brutti (Albania Veneta, XVI secolo – Moldavia, 1591) è stato un diplomatico italiano.

## Biografia
Di famiglia originaria dell'Albania veneta, Dulcigno o Antivari, Bartolomeo era fratello di Cristoforo Brutti, dragomanno (interprete) presso il bailo veneziano di Costantinopoli, dove probabilmente aveva frequentato la stessa scuola. Nel 1575 si reca a Roma nell'ambito di una missione volta allo scambio di prigionieri tra le forze della Lega che avevano partecipato alla battaglia di Lepanto e l'Impero Ottomano, forse incaricato da parte ottomana da Koca Sinan Pascià, un vizir di origine albanese suo parente, per conto del Sultano che desiderava la liberazione del cognato il sangiak bey di Negroponte. Di fede cattolica e molto devoto, il Brutti viene segnalato dalle fonti al servizio degli spagnoli e nel 1577 viene incaricato di condurre da Napoli a Costantinopoli un inviato segreto di Filippo II, Margliani, che aveva come missione di stabilire una tregua nel Mediterraneo tra le due grandi potenze. Verrà accusato da questi di essere un traditore, per aver svelato alcuni segreti al gran visir Sokollu Mehmed Pascià, ma intanto viene imprigionato dagli ottomani per essersi intromesso nella elezione del principe di Moldavia e poi liberato grazie all'intervento dello stesso Margliani e del visir Sinan a condizione che fosse riportato a Napoli e punito dalle autorità spagnole. Durante il viaggio riesce ad eludere la sorveglianza e, quando muore assassinato il gran visir Soqollu, torna a Costantinopoli dove entra al servizio del nuovo principe moldavo Iancu Sasul.
Da questo momento Bartolomeo Brutti si stabilisce in Moldavia e favorirà la presenza cattolica e le missioni dei vari ordini religiosi inviati da Roma, come i gesuiti. Nel 1582 viene incaricato dal principe moldavo di recarsi a Costantinopoli per portare i consueti doni in occasione della festa di circoncisione del figlio del Sultano Murat, il futuro Mehmet III. Nel 1590 viene scelto come inviato ufficiale in Polonia per conto del gan visir Koca Sinan Pascià. Muore in Moldavia nel 1591, annegato per ordine del nuovo principe Aron che voleva impossessarsi delle sue ricchezze.